# Редигеровский сельсовет
Редигеровский сельсовет (белор. Рыдзігераўскі сельсавет) — административная единица на территории Лунинецкого района Брестской области Беларуси. Административный центр — агрогородок Редигерово.

## Состав
Редигеровский сельсовет включает 4 населённых пункта:
- Моносеево — деревня
- Редигерово — агрогородок
- Флерово — деревня
- Черебасово — деревня